# Pochonia
Pochonia ist eine Gattung von Schlauchpilzen aus der Familie der Mutterkornpilzverwandten. Sie wird als die Anamorphe der Gattung Metacordyceps beschrieben. Zur Gattung gehören acht oder neun Arten. Früher in der Gattung Verticillium geführt, sind die Arten als Pathogene für Nematoden bekannt und werden als Biopestizide kommerziell vertrieben.

## Merkmale
Alle Arten von Pochonia befallen Zysten von Fadenwürmern. Sie bilden alle sogenannte Dictyochlamydosporen oder zumindest unregelmäßig geschwollene Hyphen. Die Kolonien sind schnellwachsend und erreichen einen Durchmesser von 15 bis 40 Millimeter in 10 Tagen. Die Konidienträger sind normalerweise aufrecht (prostrat) und unterscheiden sich nur wenig von den vegetativen Hyphen. Die konidiogenen Zellen sind phialid, also aufrecht und stachelig (aculeat), sind einzeln oder quirlig angeordnet. Die Konidien haften on kugeligen Köpfchen oder Ketten zusammen. Sie sind fast kugelig, elliptisch der stäbchenförmig, auch gleichmäßig polyedrisch oder auch sichelförmig mit stumpfen Enden. Die Dictyochlamydosporen werden auf der Oberfläche der Kolonie gebildet oder auch eingetaucht im Agar, sie sind vielzellig, dickwandig und normalerweise auf kurzen Stielen.

## Taxonomie
Die Typus-Art ist Pochonia humicola Bat. & O.M. Fonseca 1965.

## Systematik
Der Index Fungorum führt die folgenden Arten und Varietäten auf:
- Pochonia boninensis Nonaka, Kaifuchi & Masuma 2013
- Pochonia bulbillosa (W. Gams & Malla) Zare & W. Gams 2001
- Pochonia chlamydosporia (Goddard) Zare & W. Gams 2001
  - Pochonia chlamydosporia var. catenulata (Kamyschko ex G.L. Barron & Onions) Zare & W. Gams 2001
  - Pochonia chlamydosporia var. chlamydosporia (Goddard) Zare & W. Gams 2001
  - Pochonia chlamydosporia var. ellipsospora Nonaka, Kaifuchi & Masuma 2013
  - Pochonia chlamydosporia var. mexicana Medina-Can., Rodr.-Tovar, Manz.-López, G. Zúñiga & Tovar-Soto 2014
  - Pochonia chlamydosporia var. mexicana Medina-Can., Rodr.-Tovar, Manz.-López, G. Zúñiga & Tovar-Soto 2015
  - Pochonia chlamydosporia var. spinulospora Nonaka, Kaifuchi & Masuma 2013
- Pochonia globispora Zare & W. Gams 2007
- Pochonia goniodes (Drechsler) Zare & W. Gams 2001
- Pochonia humicola Bat. & O.M. Fonseca 1965
- Pochonia microbactrospora W. Gams & Zare 2001
- Pochonia parasitica (G.L. Barron) G.H. Sung, J.M. Sung, Hywel-Jones & Spatafora 2007
- Pochonia rubescens Zare, W. Gams & López-Llorca 2001
- Pochonia suchlasporia (W. Gams & Dackman) Zare & W. Gams 2001
  - Pochonia suchlasporia var. catenata (W. Gams & Dackman) Zare & W. Gams 2001
  - Pochonia suchlasporia var. suchlasporia (W. Gams & Dackman) Zare & W. Gams 2001